# Anii 1330
Secole: Secolul al XIII-lea - Secolul al XIV-lea - Secolul al XV-lea
Decenii: Anii 1280 Anii 1290 Anii 1300 Anii 1310 Anii 1320 - Anii 1330 - Anii 1340 Anii 1350 Anii 1360 Anii 1370 Anii 1380
Ani: 1330 | 1331 | 1332 | 1333 | 1334 | 1335 | 1336 | 1337 | 1338 | 1339